# Låg omloppsbana

Schematisk bild över storleksförhållanden mellan olika omloppsbanor runt jorden. Området för låga omloppsbanor är färgad med cyan. Den gröna streckade cirkeln är området för GPS-satelliter. Den svarta streckade cirkeln ytterst representerar Geostationär omloppsbana.

Låg omloppsbana eller LEO (från engelskans "Low Earth Orbit") är en av flera möjliga omloppsbanor runt jorden.

## Något om låg omloppsbana
Låg omloppsbana kan som lägst vara 100 miles eller 160 kilometer över havet vilket ger en omloppstid på 88 minuter. Som högst kan den vara 2 000 kilometer över havet och då ha en omloppstid på 127 minuter. Omloppsbanor med lägre höjd än 160 kilometer brukar kraftigt bromsas in av jordens atmosfär.  Över 3 000 kilometers höjd finns Van Allen-bältena som innehåller kraftig strålning.
Jordens dragningskraft i LEO är inte så mycket mindre än på jordens yta. Ändå upplevs människor och föremål i omloppsbana vara tyngdlösa eftersom de befinner sig i fritt fall.

## Användning
Med undantag för månresorna i Apolloprogrammet, har all bemannad rymdfart ägt rum i låg omloppsbana eller varit tillfälliga rymdskutt som inte nått omloppsbana. Höjdrekordet för bemannad rymdflygning i LEO var Gemini 11 där apogeum (banans högsta punkt) låg på 1374,1 km. Alla bemannade rymdstationer och merparten av alla satelliter, har befunnit sig i LEO.
Satelliter i låg omloppsbana har fördelen att uppskjutningen kan ske med mindre raketer eller mindre mängd bränsle. Den låga höjden gör att kommunikationen med satelliten får hög bandbredd och låg tidsfördröjning (latens). Då den stabila omloppsbanan för satelliter i LEO har betydligt högre rotationshastighet än jorden är, sett från en given punkt på jorden, en enskild satellit synlig och nåbar endast en kortare tidsrymd. För att upprätta en stadigvarande kommunikation måste ett nätverk av satelliter sändas upp, med tekniska system för att vid varje tidpunkt låta kommunikationen dirigeras mot den satellit som just då är "synlig".

### Några exempel
- Jordresurssatelliter och spionsatelliter använder LEO då de har möjlighet att se jordens yta tydligare eftersom de inte är så långt borta. Detsamma gäller fjärranalyssatelliter som kan se fler detaljer på jordytan. Fjärranalyssatelliter är ofta placerade i solsynkron bana som är en nästan polär bana. Exempel på detta är Envisat.
- Internationella rymdstationen ligger på LEO omkring 400 km ovanför jordytan. [2]
- LEO är vanligt för kommunikationssatelliter eftersom mindre energi krävs för att placera ut en satellit i en LEO. På grund av det mindre avståndet krävs inte lika kraftfull kommunikationsutrustning. Däremot krävs ett nätverk av satelliter för att tillhandahålla kontinuerlig täckning. Satelliterna i telefonsystemet Iridium ligger på LEO.

## Rymdskrot
Området för LEO håller på att bli överbelastat med rymdskrot vilket skapat oro, eftersom kollisioner vid omloppsbanehastigheter kan vara farliga och även dödliga. Kollisioner kan skapa ännu mer rymdskrot, vilket ger en dominoeffekt, som kallas Kesslersyndromet. År 2014 angavs att det då fanns mer än 15 000 föremål större än 10 cm i LEO. För att hantera riskerna med rymdskrot måste befintligt skrot kartläggas och nya satelliter och rymdfarkoster konstrueras för att minimera tillkomst av mer skrot. Utöver detta finns idéer och koncept över anordningar som skulle kunna fånga in och föra bort befintligt rymdskrot. Problematiken hanteras av FN-organet UNOOSA, United Nations Office for Outer Space Affairs.